# バラ色の雲
『バラ色の雲』（バラいろのくも）は、1967年8月1日に日本コロムビア（CBSコロムビアレーベル）から発売されたヴィレッジ・シンガーズの楽曲である。

## 解説
- 作詞は橋本淳、作曲は筒美京平である。通算3枚目、メンバーとスタイルを一新し新メンバーでの第1弾シングルとなった。
- 『バラ色の雲』というフレーズは、与田凖一を父に持つ橋本が、学生時代に書生のような形で出入りしていた檀一雄などの巨匠たちから学んだ「抽象的な言葉を投げかけて大衆の想像力を喚起する。」という極意をベースに生まれたものである[1]。
- 担当ディレクターはコロムビアのCBSコロムビア邦楽（CBS JAPAN）部門所属の泉明良で、1967年6月に、泉のコーディネーションの下、日本コロムビアのスタジオでレコーディングが行われた[1]。旧メンバーでの録音が済んでいたものの、リーダーである小松久のたっての希望で新メンバーに拠って録り直された。
- ボーカル担当である清水道夫のムーディな声質を前面に押し出した楽曲で、オリコン（非公式チャート）最高位2位、60万枚を売り上げるヒットとなった[2]。
- 1978年にはCBS・ソニー（現：ソニー・ミュージックレーベルズ）から両A面シングル『バラ色の雲/亜麻色の髪の乙女』として再発売された（発売日不明）。
- オリジナル盤のB面は「輝く星」（林ゆたか 作詞・作曲）。

## 収録曲
日本コロムビアによるオリジナル盤
1. バラ色の雲
  - 作詞：橋本淳、作曲：筒美京平、編曲：森岡賢一郎
2. 輝く星
  - 作詞・作曲：林ゆたか、編曲：森岡賢一郎

CBS・ソニーによる1978年再発売盤（両A面シングル『バラ色の雲/亜麻色の髪の乙女』）
1. バラ色の雲
  - 作詞：橋本淳、作曲：筒美京平、編曲：森岡賢一郎
2. 亜麻色の髪の乙女
  - 作詞：橋本淳、作曲・編曲：すぎやまこういち

## 収録アルバム
- グループ・サウンズの貴公子（#1,2）
- アーリーシリーズII　ヴィレッジ・シンガーズ　BEST&CULT（#1,2）
- DREAM PRICE 1000　ヴィレッジ・シンガーズ　バラ色の雲（#1）
- GOLDEN☆BEST／ヴィレッジ・シンガーズ　亜麻色の髪の乙女（#1）
- THE HIT MAKER -筒美京平の世界-（#1）
- 橋本淳作品集〜亜麻色の髪の乙女／ブルー・ライト・ヨコハマ（#1）
- 真夜中のボサ・ノバ　橋本淳＆筒美京平 ゴールデン・アルバム 〜Around 1969〜（#1）
- 筒美京平 Hitstory Ultimate Collection 1967〜1997 2013Edition（#1）

## カバー
バラ色の雲
- ザ・サベージ（1967年） - アルバム『レッツ・ゴー・グループ・サウンド』収録。
- 井上宗孝とシャープ・ファイブ（1967年） - アルバム『シャープ・ファイブ・ゴーゴー』収録。
- 木の実ナナ（1968年） - アルバム『LET'S GO NANA』収録。
- ロイヤル・ロック・ビーツ（1968年） - アルバム『ゴールデン・グループ・サウンズ』収録。インストカバー。
- ザ・ジャイアンツ（1968年） - アルバム『グループサウンドと歌おう』収録。インストカバー。
- ジャッキー吉川とブルー・コメッツ（1971年） - アルバム『G.S.R.』収録。
- 草川祐馬（1976年） - アルバム『何をためらう若い日に』収録。
- メイジャー・チューニング・バンド（1977年） - メドレー曲「ソウル・これっきりですよ!!」（同名シングルに収録）の1曲として歌唱。
- ザ・マイクハナサーズ（1989年） - メドレー曲「ブルー・シャトウを君だけに」（シングル『二人でカンパイ!』に収録）の1曲として歌唱。
- ザ・キッパーズ（1996年） - アルバム『MY BACK PAGE』[注釈 1]収録。
- ザ・サウンズ・エース（2000年） - アルバム『GS・ア・ゴー・ゴー 〜熱狂のGSレア・グルーブ〜』収録。インストカバー。
- ザ・グループサウンズ（2008年） - 近田春夫&ハルヲフォンのアルバム『リメンバー・グループ・サウンズ』収録。
- Kiyoshi(氷川きよし)（2012年） - アルバム『カバーコレクション』[注釈 2]収録。
- 吉幾三（2019年） - アルバム『あの頃の青春を詩う vol.4 グループサウンズ編』収録。

輝く星
- ザ・ベンチャーズ（1968年） - シングル『輝く星に』収録。インストカバー。